# Comitatul Blount, Alabama
Comitatul Blount, conform originalului din limba engleză, Blount County (cod FIPS 01 - 009), este unul din cele 67 de comitate ale statului Alabama, Statele Unite ale Americii.

## Demografie
|  | Graficele sunt indisponibile din cauza unor probleme tehnice. Mai multe informații se găsesc la Phabricator și la wiki-ul MediaWiki. |

Date: Wikidata - grafică realizată de Wikipedia